# Latinism
Latinism, inom språkvetenskapen det förhållande att språk eller enskilda ord kan vara influerade av latinet.